# Prodecatoma globosa
Prodecatoma globosa är en stekelart som beskrevs av T.C. Narendran 1994. Prodecatoma globosa ingår i släktet Prodecatoma och familjen kragglanssteklar. Inga underarter finns listade i Catalogue of Life.